# Keiko Takatsu
Keiko Takatsu (高津慶子, Takatsu Keiko), née le 13 février 1912, est une actrice japonaise.

## Biographie
Keiko Takatsu a tourné dans près de 70 films entre 1929 et 1961.

## Filmographie sélective
- 1929 : Koi no jazu (恋のジャズ?) de Shigeyoshi Suzuki

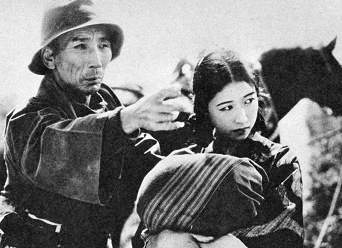
Keiko Takatsu dans Le Geste inexpliqué de Sumiko (1930).

- 1930 : Le Geste inexpliqué de Sumiko (何が彼女をそうさせたか, Nani ga kanojo o sō saseta ka?) de Shigeyoshi Suzuki : Sumiko Nakamura
- 1930 : Odoru gen'ei (踊る幻影?) de Shigeyoshi Suzuki[2]
- 1930 : Yajū gun (野獣群?) de Keigo Kimura
- 1930 : Ude (腕?) de Shigeyoshi Suzuki
- 1930 : Hyakushō banzai (百姓万歳?) de Sotoji Kimura
- 1931 : Madamu Nippon (マダムニッポン?) de Sadae Takami
- 1931 : Nani ga kanojo o koroshita ka (何が彼女を殺したか?) de Shigeyoshi Suzuki : Sumiko Nakamura[3]
- 1931 : Akebono no uta (曙の歌?) de Hiroshi Innami
- 1932 : Hototogisu (不如帰?) de Keigo Kimura
- 1932 : Tsukishiro (月魄?) de Shintarō Watanabe
- 1932 : Meian sansesō: Zenpen (明暗三世相 前篇?) de Sadatsugu Matsuda
- 1932 : L'Enfant gâté de l'époque (時代の驕児, Jidai no kyōji?) de Hiroshi Inagaki
- 1933 : Le Flambeur tatoué (刺青奇偶, Horimono kigū?) de Mansaku Itami
- 1933 : Chuji Kunisada I (国定忠治 旅と故郷の巻, Kunisada Chūji: Tabi to kokyō no maki?) de Hiroshi Inagaki
- 1933 : Hotta Hayato (堀田隼人?) de Daisuke Itō
- 1933 : Chuji Kunisada III (国定忠治 霽れる赤城の巻, Kunisada Chūji: Hareru Akagi no maki?) de Hiroshi Inagaki
- 1934 : Otoko no okite (男の掟?) de Shigeo Tanaka
- 1934 : Vent chaud (熱風, Neppu?) de Tomu Uchida
- 1934 : Shura hototogisu: Zenpen (修羅時鳥 前篇?) de Kyōtarō Namiki et Masahiro Makino
- 1935 : Chuji se fait un nom (忠次売出す, Chūji uridasu?) de Mansaku Itami : Omachi
- 1935 : Kuni o mamoru mono : Nichiren (国を護る日蓮?) de Chiharu Sone : Okimi
- 1935 : Shura hototogisu: Kanketsuhen (修羅時鳥 完結篇?) de Matsuo Yamamoto
- 1935 : Tokai no funauta (都会の船唄?) de Saburō Aoyama : Minako Eshima  / Kunie
- 1935 : Katsujinken: Araki Mataemon (活人剣 荒木又右衛門?) de Masahiro Makino : Mine
- 1935 : Aegu hakuchō (喘ぐ白鳥?) de Shigeo Tanaka
- 1936 : Mittsu no ai (三つの愛?)  de Chiharu Sone : Masako, la femme de Seiichi
- 1936 : Raimei (雷鳴?) de Shigeyoshi Suzuki
- 1936 : Bijin-koku nozoki (美人国のぞ記?) de Seiichi Ina
- 1937 : Samurai ondo (さむらひ音頭?) de Keigo Kimura
- 1938 : Futari wa wakai (二人は若い?) de Seiji Hisamatsu
- 1938 : Hinomaru kōshin kyoku (日の丸行進曲?) de Shigeo Tanaka
- 1939 : Hyōban gonin musmume (評判五人娘?)  de Seiji Hisamatsu : la belle-mère de Sakura
- 1939 : Ie naki musume (家なき娘?) de Seiichi Ina : Tsuruko, la mère de Mariko[4]
- 1939 : Kekkon mondō (結婚問答?) de Shigeo Tanaka : Tatsuko
- 1940 : Musume no haru (娘の春?) de Seiji Hisamatsu
- 1940 : Nanpū kōkyō-gaku (南風交響楽?) de Kōichi Takagi
- 1943 : Ai no sekai: Yamaneko Tomi no hanashi (愛の世界 山猫とみの話?) de Nobuo Aoyagi : Sute Umeki / 'Kamakiri'
- 1943 : Kēssen no ōzora he (決戦の大空へ?) de Kunio Watanabe : Tatsu